# Puchacze (województwo podkarpackie)
Puchacze – wieś w Polsce, w województwie podkarpackim, w powiecie lubaczowskim, w gminie Horyniec-Zdrój.
Do 31 grudnia 2023 miejscowość była przysiółkiem wsi Podemszczyzna.
Wierni Kościoła rzymskokatolickiego należą do parafii Niepokalanego Poczęcia Najświętszej Maryi Panny w Horyńcu-Zdroju.